# 光泉カトリック中学校・高等学校
光泉カトリック中学校・高等学校（こうせんかとりっくちゅうがっこう・こうとうがっこう、英称：Kousen Catholic Junior and Senior High School）は、滋賀県草津市にある私立中学校・高等学校。

## 概要
1988年（昭和63年）に光泉中学・高等学校として創立。創設の計画は、1935年（昭和10年）に来日し、1937年からの初代京都司教区司教、メリノール宣教会パトリック・バーン司教の「滋賀県内にカトリックの学校を創りたい」という希望の一部に基づく。歴代カトリック大津教会主任司祭、信徒に引き継がれ、1985年（昭和60年）に学園設立準備室が開設された。その後、京都司教区司祭山田右によって開校された。校名は2020年4月、カトリック京都司教区に認められて変更され現在のものになった。校長は桂幸生。
高等学校は、Sコース（京都大・大阪大・神戸大、医学部などに進学）、Aコース（同志社大・立命館大などに進学）、Lコース（国立大・公立大に進学）、Pコース（龍谷大・京都産業大などに進学）、FRコース（私大に進学）を設置する。
高校修学旅行目的地がグアム（2013年から。コロナ禍以降は国内）であること、開校5年目にスタートしたニュージーランド海外研修に加え、イギリス海外研修（2013年から）も実施している。姉妹校は、ニュージーランドに2校、オーストラリアに1校、語学研修または相互訪問を行っている。
なお運営する学校法人名が東京にある聖パウロ学園高等学校と同じだが両者に関係はない。

## 建学の理念
- 「地の塩、世の光」（新約聖書マタイ福音書）となる人材の育成
- 「愛と正義と責任ある自由」の醸成

## 教育目標
1. カトリックの教えに基づく人格形成
2. 学力の伸長による進路の保障
3. 創造性豊かな国際人の育成

## 学校名の由来
校名は「光の泉」の意。光は周囲を照らし、灯台のように道しるべとなって進むべき道を照らす。キリストの言葉のように、「世の光になる」人々を育て生み出す「泉」になるという意味。

## 校章
校章は、校名の「光泉」を表す。

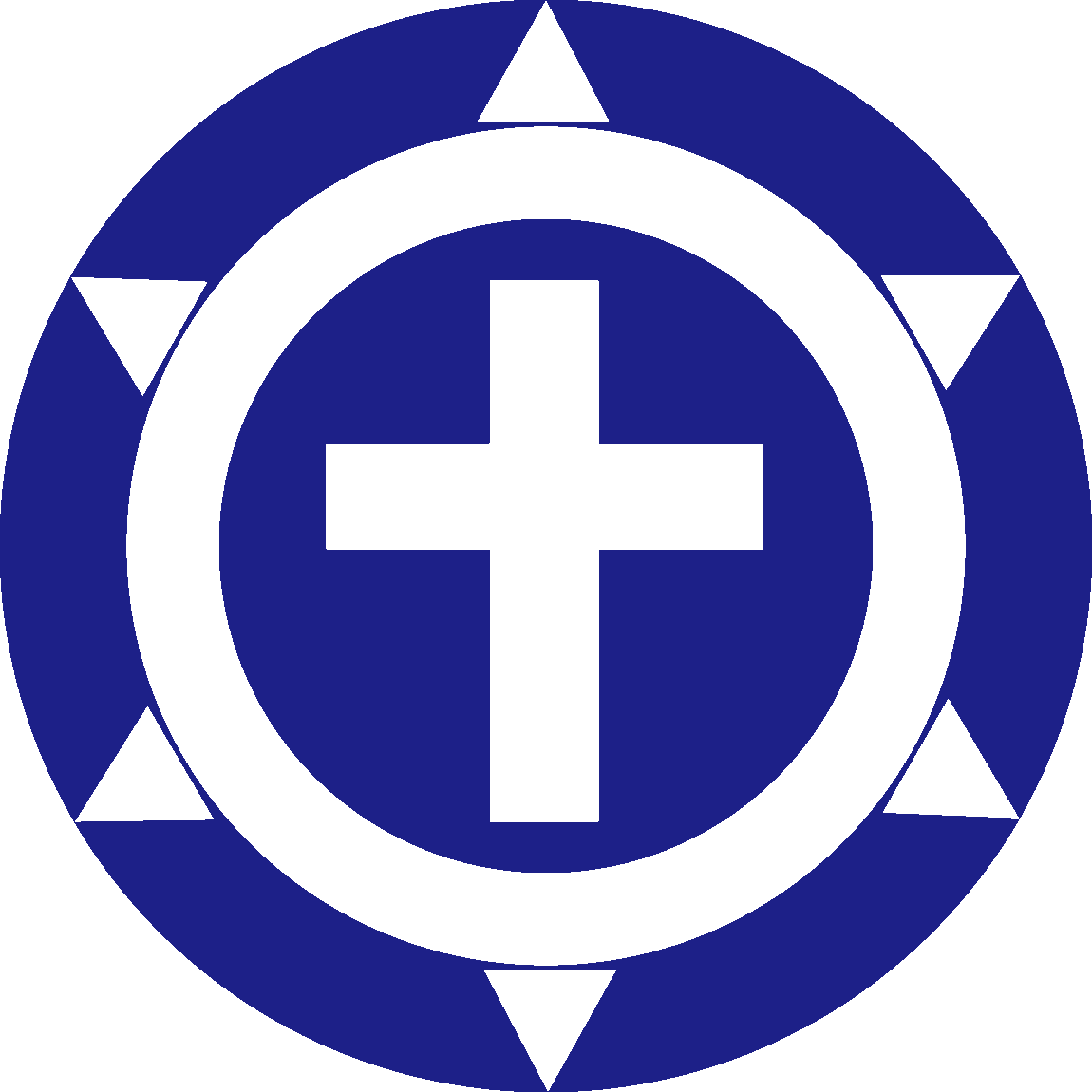
聖パウロ学園共通の紋章。紺色：高校、緑色：中学、エンジ色：幼稚園

- 十字：十字架は人類の救いのシンボルであり、また福音、すなわち神の良い便りを表す。
- 円：三重の円は、波紋をかたどったもので、泉を表す。
- 三角：6つの小さな三角形は光を表す。

## 特徴的プログラム
（高校）Career Path
高校卒で公務員試験を受験し、主として消防士、警察官などのほか、市役所職員など、地方公務員になることをめざす普通科Pコースのなかの系列。2019年、プログラムとして設置、2021年コースに昇格、2023年文系理系看護系と並ぶ系列に変更。学校所有の学習農園での農業実習など、県の重要産業である農業への理解を深め、地域貢献する精神も学ぶ。
（高校）Global Program
グローバル人材育成のための英語力、表現スキル、異文化理解の学習は行うが、海外研修は必須ではなく国内大学進学も可。プログラム扱いで、Aコース（同志社、立命館）、Pコース（龍谷、京産大）在籍者が履修可能。受験に英検準2級資格保有が要件。

## 沿革
- 1988年（昭和63年） - 新築工事竣工、光泉中学・高等学校として開校、聖パウロ学園教育協力会（保護者会）発足、開校記念式典挙行、校旗制定
- 1989年（平成元年） - 特進コース設置、図書室開室
- 1990年（平成2年） - 聖パウロ学園後援会発足、第二グラウンドおよび体育施設竣工
- 1991年（平成3年） - 中高第1回卒業式、聖パウロ学園同窓会発足
- 1993年（平成5年） - 第1回海外研修実施（ニュージーランド3週間）
- 1995年（平成7年） - 高校棟4教室増築、全館空調設備完了
- 1997年（平成9年） - 光泉中学校と光泉高等学校との組織を分離
- 1998年（平成10年） - 全館改修工事、高等学校Ⅲ類（理数コース）設置
- 1999年（平成11年） - 瀬田光泉幼稚園を同じ法人（聖パウロ学園）に統合
- 2000年（平成12年） - 校舎増築（チャペル、階段教室、普通教室等）竣工
- 2001年（平成13年） - 高校学年定員280名認可（旧200名）
- 2002年（平成14年） - 高等学校Ⅲ類（一貫コース）設置
- 2004年（平成16年） - 制服の意匠を改定
- 2005年（平成17年） - 高等学校Ⅲ類（人文コース）設置
- 2008年（平成20年） - 中学校全教室木製（滋賀県内産木材使用）机・椅子導入
- 2009年（平成21年） - 高校学年定員320名認可、人工芝テニスコート竣工
- 2010年（平成22年） - 中学校武道場竣工、全教室電子黒板導入完了、アメリカの提携姉妹校との相互訪問（2週間）開始
- 2013年（平成25年） - 海外研修先追加（イギリス2週間）
- 2015年（平成27年） - 高等学校学年定員350名認可
- 2017年（平成29年） - 高等学校III類グローバル人材育成プログラム「World Level (TM) 」設置、人工芝新グラウンド竣工
- 2019年（平成31年） - 高等学校I類地域人材育成プログラム「Career Path（キャリアパス）」設置、中学校に「英語トップ講座」設置
- 2020年（令和2年） - 校名を光泉カトリック中学校、光泉カトリック高等学校に変更、高等学校に「スーパーⅢ類」設置
- 2021年（令和3年） - 高等学校に、Sコース（スーパーⅢ類発展）、Aコース、Lコース、Pコース、FRコース設置。World Level (TM) 、Career Pathをコース化。教育協力会、光泉カトリック幼稚園双葉会（保護者会）と合併
- 2023年（令和5年） - World Level 募集停止、Career PathをPコースの系列化

## 中学校の学習、進路サポート
「勉強したい」気持ちを持つ生徒に、高い学力をつける「レベルに応じた丁寧な指導」「検定、模試など、データに基づく継続的指導」「楽しく学べ、やる気が出るしくみ」などの取り組み「３ステップ学習」「単元テスト」「探究」を実施。
進路サポートは、内部進学のほか、外部進学希望者にも行なう。

## 高等学校の学習、進路対策
基本的な学習は、どのコースでも「確かな学力」をつけるため、コース別のカリキュラムが設定されており、定期考査制度を見直し「単元テスト（5教科で、短期間・出題範囲ごとに実施するスモールステップ方式のテスト）」で、基本的知識・理解を定着させる。
進路対策学習として、放課後特別講習、駿台講習、夏季講習、「スタディプラス（京大生による学習支援）」などを行う。
英検上級取得の取り組みも行なう。

## 中学校の部活動
将棋部は、文科大臣杯小・中学校将棋団体戦で2016年優勝、2017年準優勝。最年少女流棋士木村朱里が在籍（2024年光泉カトリック高に内部進学）。
硬式テニス、バドミントン、バスケットボール、剣道、卓球、陸上競技、ラグビー、吹奏楽、将棋、英会話、文芸漫画、放送、書道、華道、コーラス、聖歌隊、茶道、プログラミング、自然探究、ダンス（同好会）、ボランティア（同）。

## 高等学校の部活動
放送部は、NHK杯全国高校放送コンテストのアナウンス部門では2014年以降連続で全国大会に出場。創作ラジオドラマ部門では2022年、全国大会で入選。続く2023年と2024年でも入賞を果たしている。校内放送研究発表会では2023年、奨励賞を受賞。その他、朗読、ラジオドキュメント部門などでも、毎年全国大会出場。2022年に滋賀県で開催された第72回全国植樹祭では、放送部員3名が司会進行を担当した。2025年1月13日、エフエム滋賀において、放送部員と井上麻子がパーソナリティを務めた特別番組「ドキドキ！イマドキ！！ High school〜光泉カトリック高校編〜 」が放送された。
自然探究部は、冬期琵琶湖西岸に出現する層積雲（ローター雲）の研究により2021年県高文祭で優勝し、全国大会にも出場。その後研究の様子はNHK総合、TBSなどのニュース、NHK　Eテレのバラエティ番組で取り上げられ、多くの新聞にも取り上げられた。同地固有の層積雲はまた、同校部員に「琵琶湖六郎」と命名された。
硬式野球、バレーボール（男）、バスケットボール、硬式テニス、ラグビーフットボール、アイスホッケー、陸上競技、サッカー、剣道、バドミントン、卓球、吹奏楽、英会話、文芸漫画、自然探究、将棋、放送、華道、コーラス、茶道、クイズ、書道、プログラミング、聖歌隊（同好会）、コンピュータ（同）、ボランティア（同）。

## 海外研修・姉妹校相互訪問
「創造性豊かな国際人の育成」という教育目標のもとに、国際教育に力を入れている。
- ニュージーランド長期留学（ネルソン市。1年間）（募集対象：高校1、2年生）
- ニュージーランド短期留学（ネルソン市）（募集対象：中学2年生 - 高校2年生）
- イギリス短期留学（2013年度から。ケント州カンタベリー市など）（募集対象：中学3年生 - 高校2年生）

　（参考：高校修学旅行グアム島　2013年度から。2017年は東京）

## 併設校
- 光泉カトリック幼稚園

## アクセス
- JR琵琶湖線南草津駅 徒歩7分[5]

## 施設

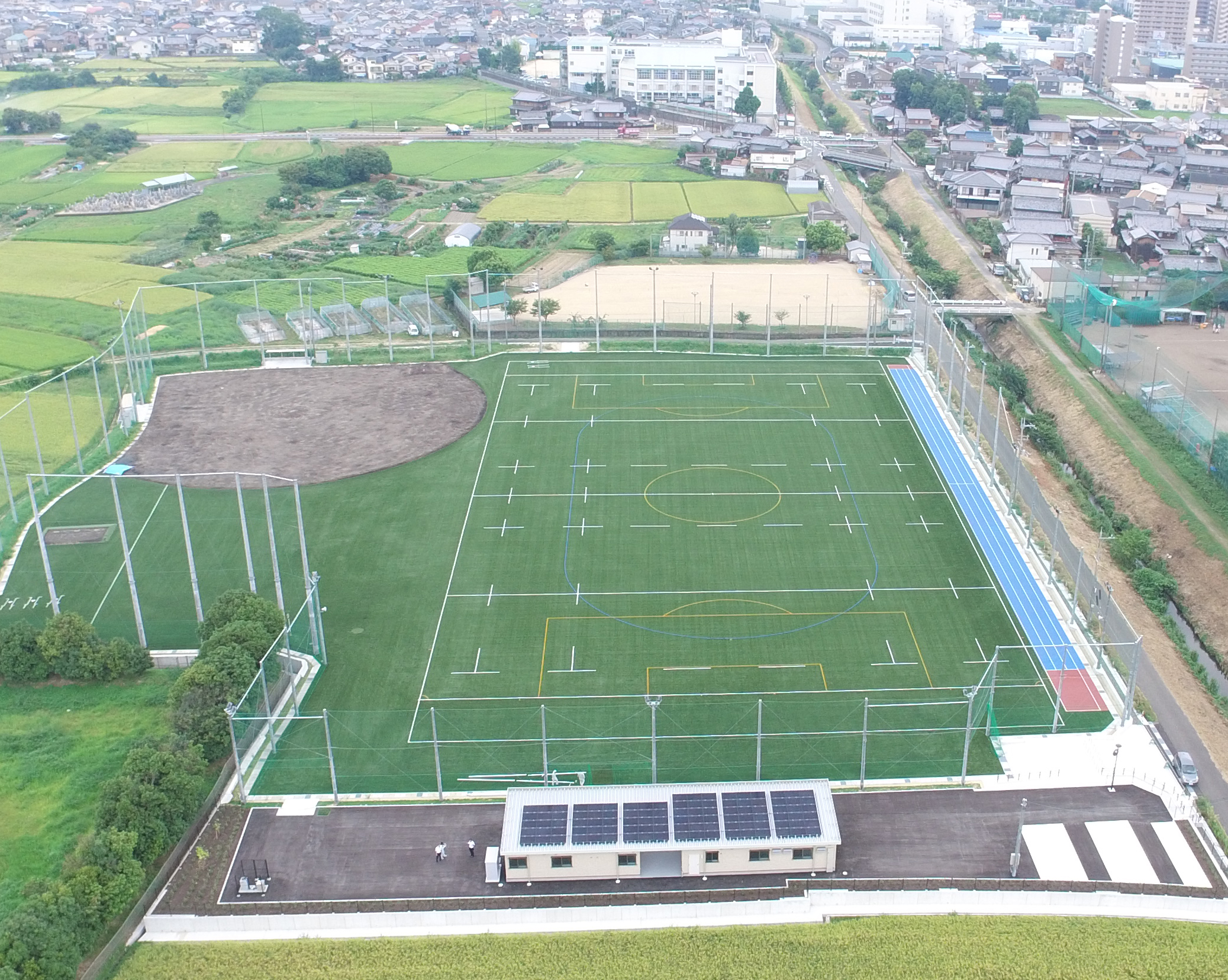
人工芝の新グラウンド。向こう側に校舎が見える（2017年）

記念講堂（370名収容の階段型教室）、聖堂（360名収容の講堂。内装に「十字架の道行き」などのステンドグラスを設置）、食堂（300名収容。テイクアウトおよび「焼きたてパン工房」併設）、中学武道場（正門横の別棟）などがある。
2017年夏に、新グラウンドが完成。（授業、体育大会、部活用。人工芝・夜間照明設置）

## 著名な卒業生
- 我孫子智美（陸上競技選手）
- 横江豊（バスケットボール選手）
- 住吉藍好（ラグビー選手）
- 小牧加矢太（中央競馬会（JRA）の騎手）
- 土永雷（ラグビー選手）
- 中鹿駿（ラグビー選手）
- 檀野友多郎（ラグビー選手）
- 武元唯衣（アイドル、櫻坂46メンバー）